# Hubert von Goisern
Hubert von Goisern (* 17 de Novembro 1952 em Bad Goisern, Oberösterreich), cujo nome civil é Hubert Achleitner, é um músico austríaco. Típico da sua música é a mistura entre elementos tradicionais e Rock. O seu pseudónimo, „von Goisern“, alude à sua terra natal Bad Goisern.

## Vida e música

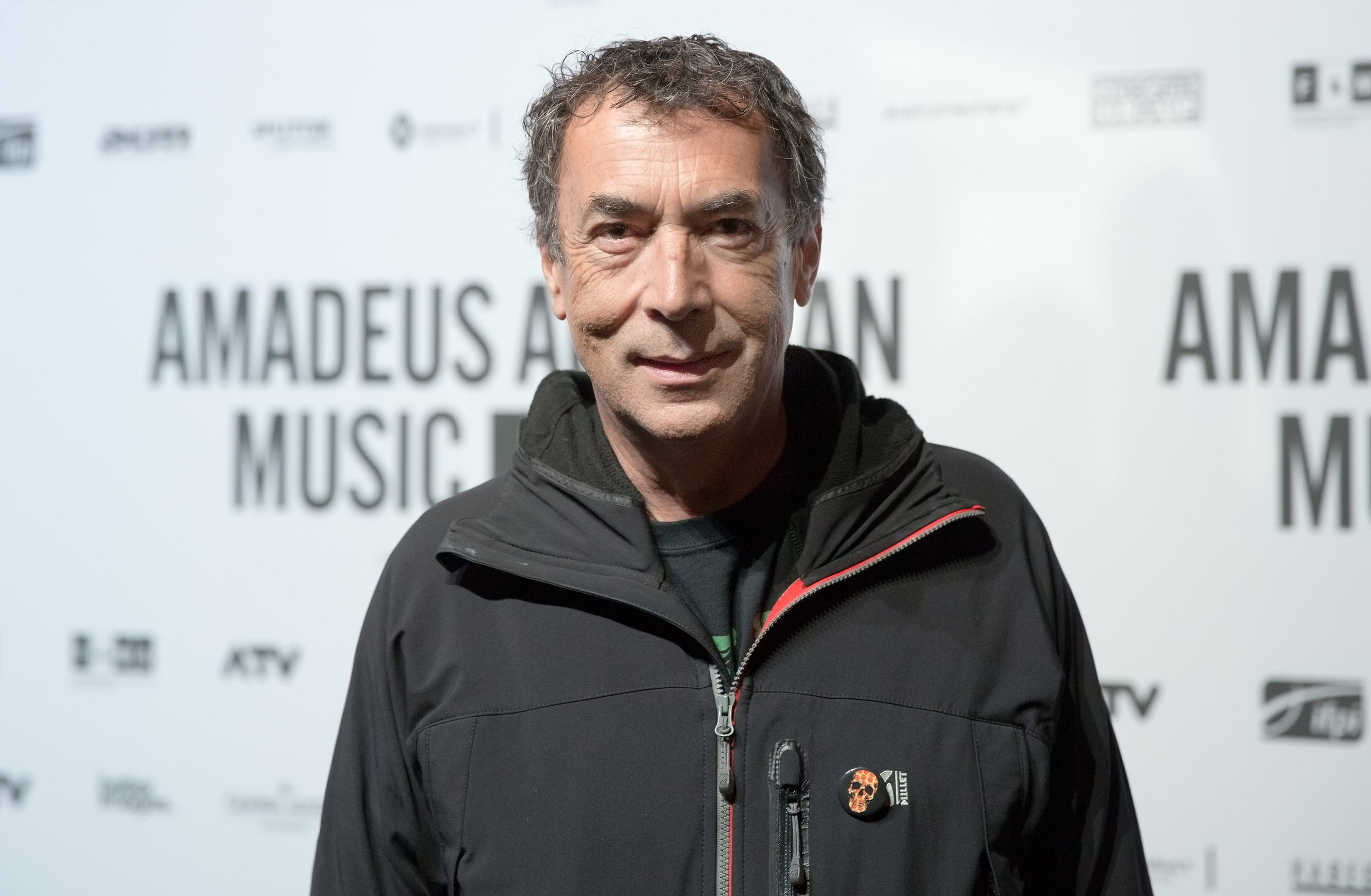
Hubert von Goisern no Amadeus Austrian Music Award 2015 no Volkstheater em Viena

Já quando era jovem aderiu à orquestra da sua terra natal, onde aprendeu a tocar trompete. Por causa de desavenças pelo seu cabelo e pelo repertório com o diretor da orquestra, teve de retirar-se. Como  consequência decidiu aprender a tocar viola, guitarra elétrica e clarinete. Muito mais tarde aprendeu a tocar acordeão, que, na verdade, constitui um contributo de importante da sua música. 

### África do Sul, Canada e as Filipinas (1972-1983)
Com 20 anos, já não conseguia suportar viver na estreiteza cultura e social na Áustria e mudou-se (nota: quando se fala de imigração utiliza-se mais o verbo mudar do que mover) com a sua namorada para África do Sul, onde trabalhava num laboratório de química. Empenhava-se contra o Apartheid, mas acabou por voltar para Áustria, também por causa da segregação racial na África do Sul. Logo casou a sua namorada, que era natural de Canada, e tomou o apelido dela “Sullivan”.
Com 27 anos, decidiu trabalhar como músico. Em Toronto aprendeu a tocar a viola durante dois anos e ocupou-se com o flamenco. Após a separação da sua esposa, viajou de novo e passou algum tempo nas Filipinas, onde conheceu a música tradicional das Filipinas. Essas influências estrangeiras sempre destacaram o estilo de Hubert von Goisern.

### Áustria: “Die Alpinkatzen” (1984-1995)
De volta à Áustria, trabalhava como compositor e músico e estudou engenharia acústica e música experimental em Viena. Em 1986 fundou com Wolfgang Staribacher o grupo “Die Alpinkatzen” e adoptou o pseudónimo “Hubert von Goisern”. A primeira publicação foi o álbum “Alpine Lawine” de “Alpinkatzen featuring Hubert von Goisern” em 1988.
Em 1991 Staribacher abandonou o grupo, que foi continuado por Hubert von Goisern com Stefan Engel (keybord), Wolfgang Maier (bateria), Reinhard Stranzinger (viola, guitarra elétrica) e Sabin Kapfinger (cantadora). Ela ensinou “Iodelei” a Hubert von Goisern.
O grande sucesso só chegou com o álbum “Aufgeigen stått niederschiassen” com as canções “Heast as nit” (linguagem coloquial austríaca para “não estas a ouvir”), “Weit, weit weg” e “Hiatamadl”. Sobretudo “Hiatamadl” vinha a ser um grande sucesso na Áustria. Após muitos concertos na Áustria, Suiça e Alemanha, os “Alpinkatzen” tornavam-se um dos grupos mais conhecidos da música rock alpina. O último concerto dos “Alpinkatzen” teve lugar no dia 1 de novembro de 1994. Nesta altura surgiu também o documentário “Wia die Zeit vergeht”, mostrando um dos últimos concertos.

### Filmes e Viagens (1996 – 1998)
Em 1996 von Goisern desenhou moda juntamente com o seu amigo Klaus Höller, desempenhou o papel do “Matthias” no filme “Hölleisengretl” e compôs a banda sonora para os filmes “Hölleisengretl” e “Schlafes Bruder”. Também contribuiu para a banda sonora dos filmes “Sehnsüchte oder Es ist alles unheimlich leicht” (1991) e “Die Fernsehsaga – Eine steirische Fernsehgeschichte” (1995).
Por intermédio de um amigo, Hubert von Goisern pôde conhecer Jane Goodall, quem ele visitou no Parque Nacional de Gombe Stream. Naquela altura surgiu em cooperação com o “ORF” e o Bayerischer Rundfunk um documentário com o título “Von Goisern nach Gombe” (de Goisern a Gombe).
Juntamente com Tseten Zöchbauer, presidente da organização “Save Tibet”, von Goisern viajou pelo Tibet, onde pôde observar a situação dos tibetanos na República Popular da China. Pouco tempo mais tarde, conheceu o Dalai Lama em Dharamshala na India. Em 1998 von Goisern e outros arranjaram e organizaram uma visita do Dalai Lama Tenzin Gyatso em Bad Ischl na Áustria.

### Os Anos 1999 – 2006
Em 1999 começaram os trabalhos para o novo álbum “Fön” que foi publicado em 2006. Em maio de 2001, Hubert von Goisern foi destacado o melhor “Artista Nacional Rock / Pop” no Amadeus Austrian Music Award. Neste contexto, criticou a indústria da música na Áustria e as emissoras de rádio por não ajudar suficientemente os artistas austríacos.
A seguir a isso houve concertos no Egito e na África Ocidental. Em 2003 o álbum “Trad II” foi publicado, seguido por concertos em Cabo Verde, na Sérvia e outros países.
Em Janeiro de 2005 Hubert von Goisern e a sua banda viajaram por Mali. Essa viagem foi documentada no filme “Warten auf Timbuktu”. Em abril de 2006 o Partido da Liberdade da Áustria (FPÖ), que é conhecido por opiniões nacionalistas e anti-europeias, usou a canção “Heast as nit” de Hubert von Goisern na campanha eleitoral. Na sequência desse feito, von Goisern exigiu ao partido que não mais usassem as suas canções. Justificou esse pedido com o facto de discordar edas opiniões do FPÖ e o seu presidente Heinz-Christian Strache.

### Concertos na Europa
Entre 2007 – 2009 Hubert von Goisern tocou em muitos concertos em varias cidades europeias fazendo publicidade para a cidade de Linz, que estava Capital Europeia da Cultura em 2009. Parte daquela campanha foi uma viagem seguindo o Danúbio até o Delta do Danúbio na Romênia. Em 2008 publicou o álbum “s’Nix”.

## Discografia
Alpinkatzen feat. Hubert von Goisern
- 1988: Alpine Lawine

Hubert von Goisern und die Alpinkatzen
- 1992: Aufgeigen stått niederschiassen
- 1994: Omunduntn
- 1995: Wia die Zeit vergeht… (Live) (2 CDs)
- 2006: Wia die Zeit vergeht… (Live) (DVD)

Hubert von Goisern
- 1995: Schlafes Bruder (Soundtrack)
- 1996: Ein Sack voller Lügen
- 1998: Gombe
- 1998: Inexil
- 2000: Fön
- 2000: Eswaramoi 1992–1998
- 2001: Trad
- 2002: Iwasig
- 2003: Iwasig (Live) (DVD)
- 2003: Grenzenlos (DVD)
- 2003: Trad II
- 2005: Ausland (Live) (CD + DVD)
- 2006: Derweil: 1988–2006 (2 CDs)
- 2008: S'Nix
- 2008: Goisern goes East (DVD)
- 2009: Haut und Haar – live (2 CDs)
- 2011: EntwederUndOder
- 2012: Brenna Tuats Guat